# 国际燃油污染损害民事责任公约
国际燃油污染损害民事责任公约（英語：International Convention on Civil Liability for Bunker Oil Pollution Damage，BUNKER），是2001年国际海事组织制订的国际公约。公约订于英国伦敦，于2008年11月21日生效，保存人是国际海事组织秘书长。

## 内容
公约规定事故发生时的船舶所有人应对由船上或源自船舶的任何燃油造成的污染损害负责。公约还对责任限制、强制保险或经济担保、时限、管辖权、承认执行等作了规定。

### 例外
1. 如某一事故系由具有同一起源的系列事件构成，责任应由从此系列事件的首次事件发生时的船舶所有人承担；
2. 如船舶所有人作出如下证明，则不应承担责任：
  1. 损害系由战争等行为，或异常、不可避免和不可抗拒的自然现象所引起；或
  2. 损害完全系由第三方故意造成或不作为所引起；或
  3. 损害完全系由负责维护助航设施者在履行该职责是的错误行为所引起；
3. 如船舶所有人证明，污染损害全部或部分系由蒙受损害的人故意造成损害的行为、或不作为、或该人的疏忽所引起，则船舶所有人可全部或部分地免除该人所负的责任。